# Slikarske tehnike
Materijali koji se koriste pri stvaranju dvodimenzionalnog likovnog djela (slike) neodvojivi su od samog stvaralačkog procesa. Odabirajući određeni materijal, umjetnik čini prvi korak prema ostvarenju svoje unutarnje slikarske vizije. Izražavajući se u njemu, pokazuje svoju osjetljivost prema svojstvima tog materijala. Vrste materijala direktno utječu na formalne karakteristike djela, ali ipak, neovisno o svojstvima materijala, postoji umjetnikovo htijenje koje ih može preinačiti u čak posve suprotne. 
Pod tehnikama podrazumijevamo materijal i način uporabe materijala. Razlikujemo slikarske tehnike u užem smislu riječi, kod kojih je boja u prahu (pigment) vezana različitim vezivnim sredstvima, i druge slikarske tehnike kod kojih su nosioci boje različiti materijali (kamen, staklo itd.)
Za sve slikarske tehnike osim grafičkih kažemo da su direktne jer slika nastaje tako da se boja neposredno nanosi na dvodimenzionalnu podlogu.
Pod pojmom slikarskih tehnika općenito se smatraju i crtačke, kao i grafičke tehnike, obzirom na dvodimenzionalni karakter crteža, slike i grafike.
Ipak sve umjetničke škole i Akademije likovnih umjetnosti razdvajaju odsjeke slikarstva i grafike, obzirom na likovne tehnike i vrste materijala (medije) u kojima nastaju likovni radovi.

## Slikarske tehnike
Materijali koji se koriste u slikarstvu su:
- Pastel
- Akvarel
- Gvaš
- Tempera
- Akrilne boje
- Uljane boje
- Enkaustika
- Kazein
- Batik
- Freska
- Kolaž
- Mozaik
- Vitraj ili Vitraž
- Tapiserija

Boja se može nanositi na slikarsku podlogu na više načina: kao ploha (likovna umjetnost), mrlja, potez itd. Plošno slikarstvo je ono kada se kretnja kojom je boja nanošena ne može pročitati; nastale plohe kontinuirano se nastavljaju jedna u drugu stvarajući sliku plošnog karaktera.
Kada se boje nanose potezima koji su vidljivi tragovi kretanja kista, može se dobiti gusta površina (tzv. impasto) što nazivamo Pastozno slikanje.
Suprotno od ovog načina slikanja je kada je boja toliko rijetka da se kroz jedan sloj vidi boja ispod njega, ili čak površina slikarske podloge (npr. tkanje platna); to nazivamo lazurno slikanje.
Iluzionističko slikarstvo je naziv za slikarstvo u kojem se s pomoću perspektivnih rješenja i uz uporabu arhitektonskih elemenata, te uz primjenu svjetla i sjene (kjaroskuro) ostvaruje iluzija trodimenzionalnosti.

## Crtačke tehnike
- Olovka
- Srebrenka
- Ugljen
- Kreda
- Flomaster
- Kemijska olovka
- Tuš

## Vanjske poveznice
- Likovni portal Učiteljskog fakulteta u Zagrebu